# 阿達馬納 (亞利桑那州)
阿達馬納（英語：Adamana）是位於美國亞利桑那州阿帕契縣的一個非建制地區。該地的面積和人口皆未知。

## 地理
阿達馬納的座標為34°58′36″N 109°49′20″W / 34.97667°N 109.82222°W，而該地的平均海拔高度為1617米（即5305英尺）。